# Good Riddance
Good Riddance (GR) és un grup de hardcore melòdic estatunidenc format a Santa Cruz. Durant la seva carrera ha publicat nou àlbums d'estudi amb la discogràfica Fat Wreck Chords i un disc enregistrat en directe, Remain in Memory: The Final Show, de la seva darrera actuació el 2007 abans del parèntesi. El 2012 GR va tornar als escenaris i va publicar el seu vuitè àlbum d'estudi, Peace in Our Time, el 2015.

## Discografia
- For God and Country (1995)
- A Comprehensive Guide to Moderne Rebellion (1996)
- Ballads from the Revolution (1998)
- Operation Phoenix (1999)
- Symptoms of a Leveling Spirit (2001)
- Bound by Ties of Blood and Affection (2003)
- My Republic (2006)
- Peace in Our Time (2015)
- Thoughts and Prayers (2019)[3]

## Filmografia
- Exposed! 1994-1999 VHS (Fat Wreck Chords, 2001)